# Leonardo di Francesco di Lazzaro Malatesta

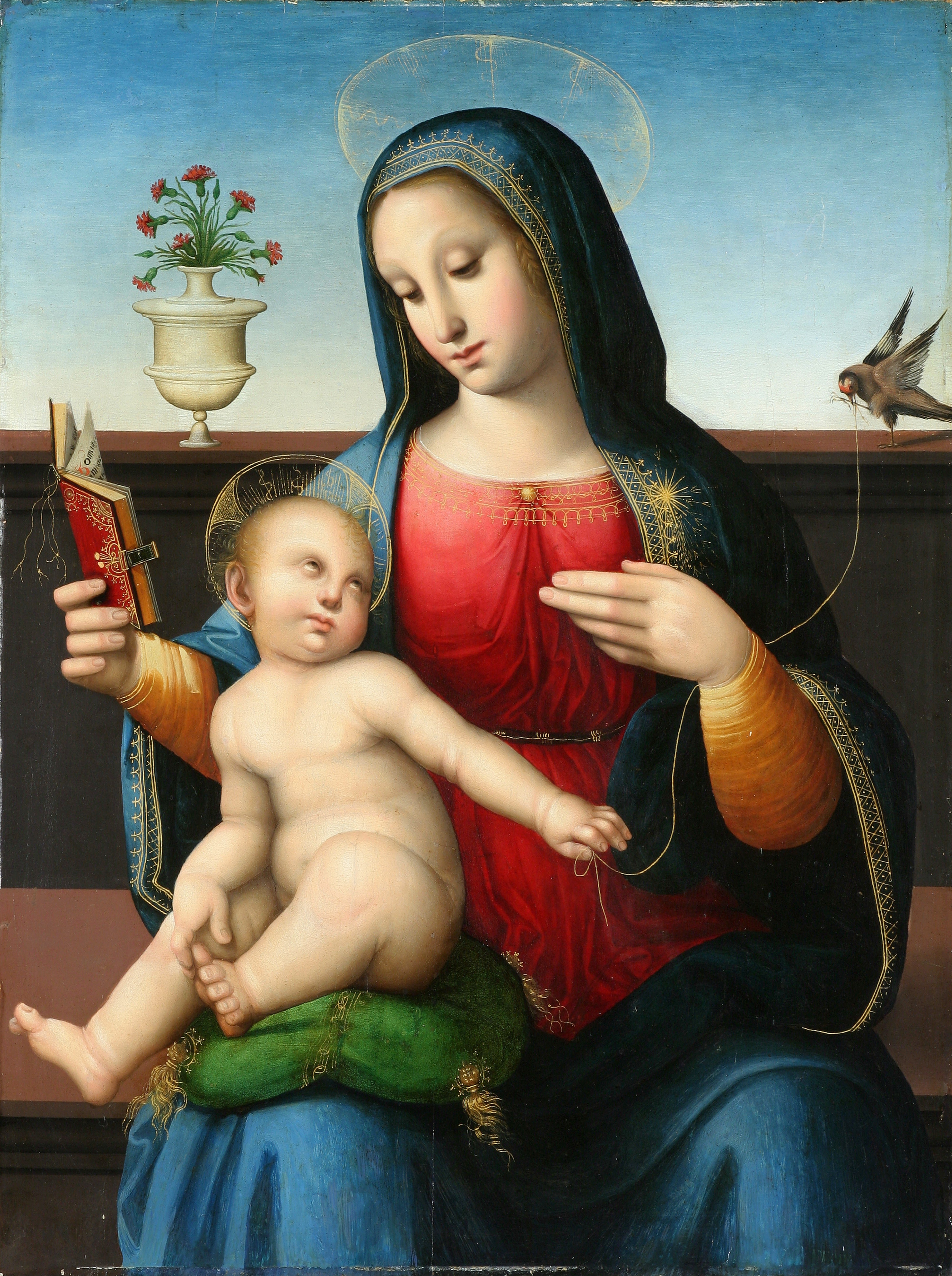
La Vergine e il Bambino

Leonardo di Francesco di Lazzaro Malatesta noto come Leonardo da Pistoia (Pistoia, 1483 – dopo 1518) è stato un pittore italiano.

## Biografia
La pittura di Leonardo da Pistoia è influenzata da Fra Bartolomeo e in particolare da Raffaello, come dimostra la Madonna con bambino del 1516 conservata allo Staatliche Museen di Berlino che ricalca nello stile e nella composizione la Madonna del Baldacchino dell'artista urbinate.
Secondo lo studioso francese Emmanuel Bénézit, Leonardo di Francesco di Lazzaro Malatesta è spesso confuso con Leonardo Grazia o Grazzi (1502 - 1548), in quanto entrambi erano conosciuti come "Leonardo da Pistoia".